# .mk
.mk este un domeniu de internet de nivel superior, pentru Macedonia de Nord (ccTLD).